# Bernard James Murphy
Bernard James Murphy CR (ur. 27 grudnia 1918 w Preston, zm. 22 maja 1974) – kanadyjski duchowny rzymskokatolicki, zmartwychwstaniec, misjonarz, biskup Hamilton na Bermudach.

## Biografia
3 czerwca 1944 otrzymał święcenia prezbiteriatu i został kapłanem Zgromadzenia Zmartwychwstania Pana Naszego Jezusa Chrystusa.
12 czerwca 1967 papież Paweł VI mianował go biskupem Hamilton na Bermudach. 1 września 1967 przyjął sakrę biskupią z rąk delegata apostolskiego w Wielkiej Brytanii abpa Igino Eugenio Cardinale. Współkonsekratorami byli koadiutor arcybiskupa Toronto abp Philip Francis Pocock oraz biskup pomocniczy Hamilton (w Kanadzie) Paul Francis Reding.
Urząd biskupa pełnił do śmierci 22 maja 1974.